# 2013-as angol labdarúgókupa-döntő
A 2013-as angol labdarúgókupa-döntő a 132. döntő a világ legrégebbi labdarúgó-versenyének, az FA-kupának a történetében. A mérkőzést a Wembley Stadionban Londonban rendezik 2013. május 11-én. A két részvevő a Manchester City és a Wigan Athletic.

## Út a döntőbe
| MANCHESTER CITY | MANCHESTER CITY | MANCHESTER CITY | Forduló      | WIGAN ATHLETIC    | WIGAN ATHLETIC | WIGAN ATHLETIC |
| --------------- | --------------- | --------------- | ------------ | ----------------- | -------------- | -------------- |
|                 |                 |                 |              |                   |                |                |
| Ellenfél        | Eredmény        | Újrajátszás     |              | Ellenfél          | Eredmény       | Újrajátszás    |
| Watford         | 3–0             |                 | Harmadik kör | Bournemouth       | 1–1            | 1-0            |
| Stoke City      | 1–0             |                 | Negyedik kör | Macclesfield Town | 1–0            |                |
| Leeds United    | 4–0             |                 | Ötödik kör   | Huddersfield Town | 4–1            |                |
| Barnsley        | 5–0             |                 | Hatodik kör  | Everton           | 3–0            |                |
| Chelsea         | 2–1             |                 | Elődöntő     | Millwall          | 2–0            |                |

## A mérkőzés
| 2013. május 11. 18:15 |

| Manchester City | 0–1               | Wigan Athletic |
| --------------- | ----------------- | -------------- |
|                 | (0–0) Jegyzőkönyv | 90+1' Watson   |

| Wembley Stadion, London Nézőszám: 86 254 Játékvezető: Andre Marriner |

| Manchester City | Wigan Athletic |

|                 |    |                       |  |           |
|                 |    |                       |  |           |
| GK              | 1  | Joe Hart              |  |           |
| RB              | 5  | Pablo Zabaleta        |  | 60' 84′   |
| CB              | 4  | Vincent Kompany (csk) |  |           |
| CB              | 33 | Matija Nastasić       |  | 75'       |
| LB              | 22 | Gaël Clichy           |  |           |
| CM              | 42 | Yaya Touré            |  |           |
| CM              | 18 | Gareth Barry          |  | 87' 90+2' |
| RW              | 8  | Samir Nasri           |  | 54'       |
| LW              | 21 | David Silva           |  |           |
| SS              | 32 | Carlos Tévez          |  | 69'       |
| CF              | 16 | Sergio Agüero         |  |           |
| Cserék:         |    |                       |  |           |
| GK              | 30 | Costel Pantilimon     |  |           |
| DF              | 6  | Joleon Lescott        |  |           |
| DF              | 13 | Aleksandar Kolarov    |  |           |
| MF              | 7  | James Milner          |  | 54'       |
| MF              | 14 | Javi García           |  |           |
| MF              | 17 | Jack Rodwell          |  | 69'       |
| FW              | 10 | Edin Džeko            |  | 90+2'     |
| Edző:           |    |                       |  |           |
| Roberto Mancini |    |                       |  |           |

|                  |    |                      |  |       |
|                  |    |                      |  |       |
| GK               | 1  | Joel Robles          |  | 90+3' |
| RWB              | 16 | James McArthur       |  |       |
| CB               | 17 | Emmerson Boyce (csk) |  |       |
| CB               | 3  | Antolín Alcaraz      |  |       |
| CB               | 33 | Paul Scharner        |  |       |
| LWB              | 18 | Roger Espinoza       |  |       |
| CM               | 4  | James McCarthy       |  |       |
| CM               | 14 | Jordi Gómez          |  | 81'   |
| CAM              | 10 | Shaun Maloney        |  |       |
| CF               | 15 | Callum McManaman     |  |       |
| CF               | 2  | Arouna Koné          |  |       |
| Cserék:          |    |                      |  |       |
| GK               | 26 | Ali Al-Habsi         |  |       |
| DF               | 5  | Gary Caldwell        |  |       |
| DF               | 25 | Román Golobart       |  |       |
| MF               | 8  | Ben Watson           |  | 81'   |
| MF               | 20 | Fraser Fyvie         |  |       |
| FW               | 9  | Franco Di Santo      |  |       |
| FW               | 11 | Ángelo Henríquez     |  |       |
| Edző:            |    |                      |  |       |
| Roberto Martínez |    |                      |  |       |

| A mérkőzés legjobbja - Callum McManaman (Wigan Athletic)                                          | |
| JÁTÉKVEZETŐK - Asszisztensek: - Stephen Child - Simon Long - Negyedik játékvezető: Anthony Taylor | SZABÁLYOK - 90 perc. - 30 perc hosszabbítás, ha szükséges. - Büntetőpárbaj, ha az állás a hosszabbítás után is döntetlen. - Hét nevezett cserejátékos. - Legfeljebb három cserelehetőség. |

### Statisztika
|                      | Manchester City | Wigan |
| -------------------- | --------------- | ----- |
| Összes lövés         | 15              | 15    |
| Kaput eltaláló lövés | 12              | 7     |
| Labdabirtoklás       | 52%             | 48%   |
| Szöglet              | 5               | 3     |
| Szabálytalanság      | 11              | 5     |
| Les                  | 4               | 2     |
| Sárga lap            | 3               | 1     |
| Piros lap            | 1               | 0     |

Forrás: BBC Sport